# Vångavallen
Vångavallen är en fotbollsanläggning i Trelleborg i Sverige. Vångavallen är hemmaplan för Trelleborgs FF och IFK Trelleborg. Planen mäter 105x65 meter. Anläggningen invigdes den 5 juni 1933.
Vångavallen var från och med att Trelleborgs FF debuterade i Allsvenskan 1985 en av seriens minsta arenor, men byggdes ut år 2000 med en ny sittplatsläktare på norra sidan. Arenans nuvarande kapacitet är på 5 192 åskådare varav cirka 3 000 under tak. Det nuvarande publikrekordet på 9 843 åskådare är från mötet TFF - Malmö FF 2004.
Inför 2007 års säsong byggde Trelleborgs stad en ny ståplatsläktare på östra läktaren för bortalagets supportrar. Detta gör att arenan oftast ser publikfattig ut på den sidan eftersom bortalaget nästan aldrig kommer med tillräckligt många supportrar. Denna läktare togs bort efter halva säsongen på grund av att säkerheten kring den var för dålig. Det märktes redan i premiären 2007 mot IFK Göteborg då bortalagets supportrar forcerade staketet mellan planen och läktaren. Idag har man dock köpt en helt ny ståplatsläktare till bortalagets supportrar med ökad säkerhet.
I samband med att Trelleborgs FF år 2016 gjorde comeback i Superettan efter tre år i Division 1 gjordes ändringar på Vångavallen. Dessa dels i form av att en VIP-lounge byggdes i den södra sittplatsläktaren och dels i form av att den västra ståplatsläktaren plockades bort efter tolv år. 

## Historia
Vångavallen är en arena med en lång historia, daterad flera år innan Trelleborgs FF ens hade grundats. Redan 1913 spelades det nämligen fotboll på platsen som idag kallas Vångavallen sedan Trelleborgs kommun upplåtit marken till IFK Trelleborg i 25 år. IFK:s medlemmar fick själva stå för uppbyggandet av idrottsplatsen, och med hjälp av 12 500 kronor som medlemmarna samlade ihop kunde man utföra planering, dränering, anläggande av fotbollsplanen, lägga löparbanor och bygga tennisbanor.
I takt med att fler och fler föreningar bildades i Trelleborg så ökade behovet av större utrymmen, vilket renderade i att Trelleborgs kommun investerade i anläggningen. 1933 invigdes sedan det som idag är Vångavallen, och sedan dess har bland annat IFK Trelleborg och Trelleborgs FF delat på anläggningen.